# Pillola rossa e pillola blu

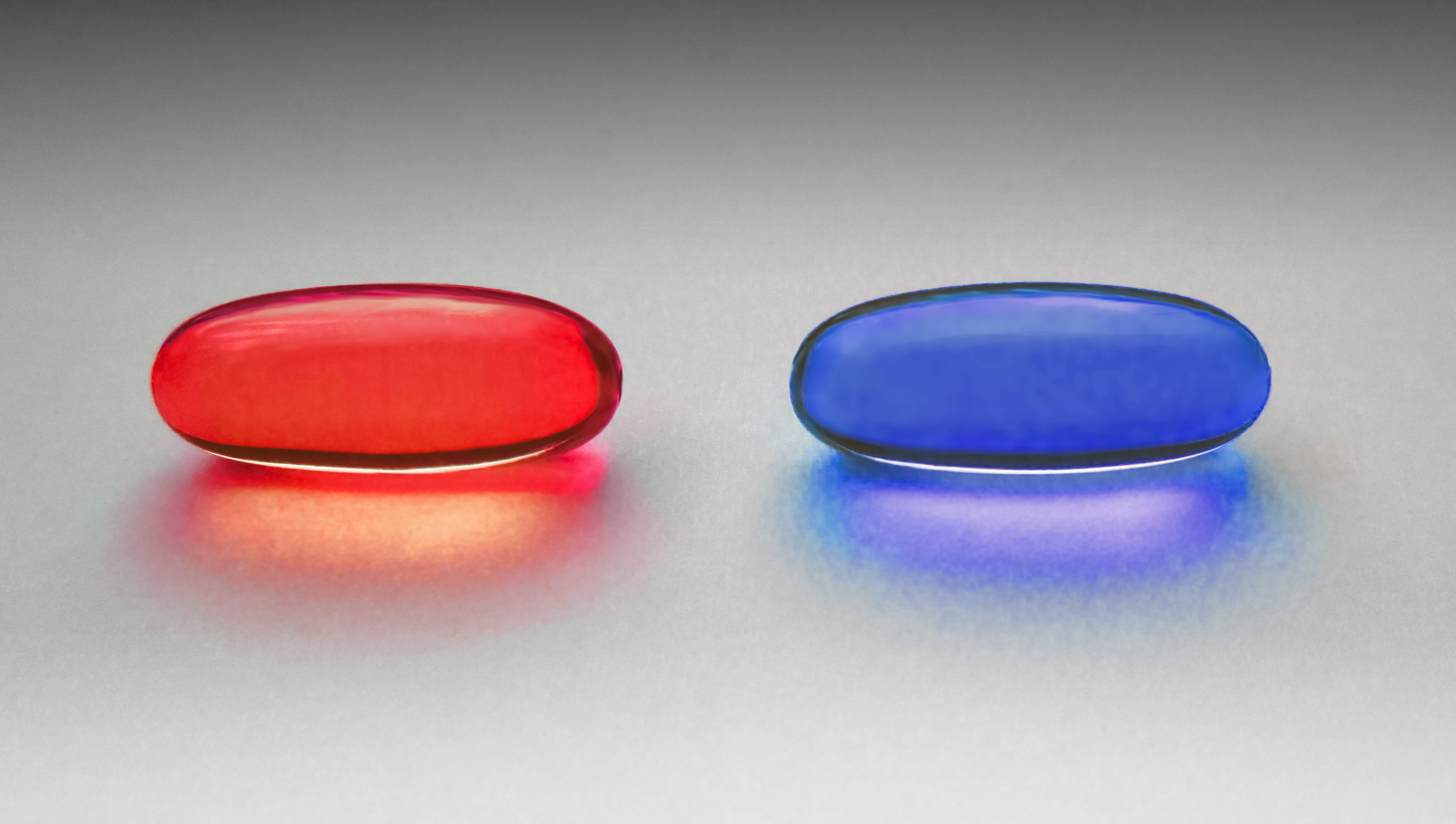
Una pillola rossa e una pillola blu

Quelli della pillola rossa e della pillola blu sono due concetti formulati per la prima volta nel film Matrix, diretto nel 1999 dai fratelli Wachowski. Le due nozioni fanno riferimento alla scelta di voler apprendere una verità potenzialmente scomoda e che cambia la vita (la "pillola rossa") oppure a quella di rimanere nell'ignoranza (la "pillola blu").

## Contesto
In Matrix, il protagonista Neo incontra Morpheus, che gli offre la possibilità di scoprire qual è il vero mondo in cui vive. In tale circostanza, quest'ultimo dà a Neo la possibilità di ingerire una pillola rossa e affrontare così la realtà, anche se difficile da accettare, oppure di ingerire una pillola blu e tornare così a vivere nell'ignoranza; è qui che Morpheus dichiara: 
 Dopo aver ingerito la pillola rossa ed essere stato sottoposto a un macchinario, Neo si ritrova improvvisamente in un mondo dove gli esseri umani, intrappolati all'interno di incubatrici e convinti di vivere nell'illusione generata dalla realtà simulata di "Matrix", vengono usati dalle stesse come fonte di energia. Dopo aver appreso la dura realtà, Neo apprende le basi del combattimento per aiutare Morpheus e gli altri ribelli a liberare l'umanità.

## Interpretazioni

### Nella filosofia
I concetti della pillola rossa e della pillola blu sui quali si basa il film Matrix sono chiaramente ispirati a miti storici e temi filosofici, in particolar modo a quelli dello gnosticismo, dell'esistenzialismo e del nichilismo. La premessa richiama il mito della caverna di Platone, il racconto di Zhuāngzǐ in cui sognò di essere diventato una farfalla, il dubbio cartesiano, il Genio maligno di Cartesio, le riflessioni di Kant sul fenomeno e il noumeno, la macchina dell'esperienza di Nozick, il tema della realtà simulata e l'esperimento del cervello in una vasca.

### Nel pensiero LGBT
La pillola rossa e la pillola blu sono considerate una metafora della transidentità. In questo ambito, la pillola rossa, che permette nel film di vedere com'è la realtà, è stata associata alle pillole di Premarin da 0,625 mg prescritte negli anni 1990 per effettuare la transizione ormonale delle donne trans. Similmente, la pillola blu è stata assimilata al Viagra.

### Nelle teorie cospirative
Alcuni gruppi ideologici basati sulle teorie cospirative adottano la metafora delle due pillole per differenziarsi da coloro che, a loro dire, scelgono di rimanere nell'ignoranza.